# Jardins de Montserrat Figueras
Els Jardins de Montserrat Figueras són una zona verda del barri de l'Antiga Esquerra de l'Eixample de Barcelona, situats a l'interior d'illa delimitada pels carrers de Còrsega, Casanova, Villarroel i París.

## Història i descripció
Inaugurats el 2018, estan dedicats a la soprano Montserrat Figueras i Garcia, referent en el repertori vocal de les èpoques medieval, renaixentista i barroca.
Tenen una superfície de 1,500 m² i compten amb zones d'estada i dues àrees de jocs infantils situades en una zona de sauló. L'espai compte amb un camí perimetral que recorre les diverses àrees d'estada, caracteritzades per diversos tipus de vegetació i mobiliari urbà. Diversos desnivells al llarg del jardí combaten la sensació d'espai quadrat tancat.
S'hi troben les següents spècies arbòries: l'acàcia del Japó (Styphnolobium japonicum), la prunera de fulla vermella (Prunus cerasifera), la xicranda (Jacaranda mimosifolia) i l'auró (Acer buergerianum).